# Sceloenopla dominicana
Sceloenopla dominicana là một loài bọ cánh cứng trong họ Chrysomelidae. Loài này được Samuelson & Staines miêu tả khoa học năm 2000.